# Сеноман-туронське вимирання
Сеноман-туронське вимирання, сеноман-туронська аноксична подія (ОБП 2), також відома як подія Бонареллі, була однією з двох подій безкисневого вимирання в крейдяному періоді. Інша є подія Селлі, або ОБП 1a, в Апті. Селбі та ін. у 2009 році прийшов до висновку, що ОБП 2 відбулася приблизно 91,5 ± 8,6 млн років, хоча оцінки, опубліковані Leckie et al. (2002) наведені як 93—94 млн років. Період був уточнений у 2012 році до 93,9 ± 0,15 млн років. У цей період часу відбулося велике збільшення вуглецю. Однак, крім зміни вуглецевого циклу, були також значні порушення в циклах кисню та сірки в океані.

### Причини
Однією з можливих причин цієї події є субокеанічний вулканізм, можливо, велика магматична провінція Карибського моря, активність якої зросла приблизно 500 000 років тому. У результаті вулканізму в атмосферу викинулась би велика кількість вуглекислого газу, що призвело б до підвищення глобальної температури. В океанах викиди SO2, H2S, CO2 і галогенів підвищили б кислотність води, спричинивши розчинення карбонату та подальше виділення вуглекислого газу. Коли вулканічна активність знизилася, цей парниковий ефект, швидше за все, був би повернутий назад. Збільшення вмісту CO2 в океанах могло збільшити органічну продуктивність у поверхневих водах океану. Споживання цієї нової рясної органіки аеробними бактеріями спричинило б аноксію та масове вимирання. Підвищений рівень відкладів вуглецю в результаті цього пояснював би відкладення чорного сланцю в океанських басейнах.

### Ефект
Ця подія призвела до вимирання пліозаврів і більшості іхтіозаврів. Внаслідок того що океани Землі були позбавлені кисню майже на півмільйона років, відбулося вимирання приблизно 27 відсотків морських безхребетних, у тому числі деяких планктичних і бентосних форамініфер, молюсків, двостулкових молюсків, динофлагеллят і вапнякових наноскаменілостей. Глобальне екологічне порушення, яке призвело до цих умов, підвищило температуру атмосфери та океану. Граничні відкладення демонструють збагачення мікроелементами та містять підвищені значення δ13C.

#### Зміни в океанічному біорізноманітті та їхні наслідки
Зміни в різноманітності різноманітних видів морських безхребетних, таких як вапняні нанокопалини, вказують на час, коли океани були теплими та оліготрофними, в середовищі з короткими сплесками продуктивності, за якими слідували тривалі періоди низької родючості. Дослідження, проведене у Вунсторфі, Німеччина, виявило нехарактерне домінування вапнякових нанокопалин, Watznaueria, присутніх під час події. На відміну від видів Biscutum, які віддають перевагу мезотрофним умовам і, як правило, були домінуючими видами до та після події.
У той час також спостерігався пік кількості груп зелених водоростей Botryococcus і Prasinophyte, що збігалося з пелагічним відкладенням. Чисельність цих груп водоростей тісно пов'язана зі збільшенням як дефіциту кисню у товщі води, так і загального вмісту органічного вуглецю. Наявність цих груп водоростей свідчать про те, що протягом цього часу були епізоди галоклінової стратифікації водної товщі. Вид прісноводних диноцист — Bosedinia також був знайдений у породах, датованих тим часом, і це свідчить про те, що океани мали знижену солоність.